# Den heliga Katarina av Alexandria (Gentileschi)
Den heliga Katarina av Alexandria är en oljemålning av den italienska konstnären Artemisia Gentileschi. Den målades omkring 1627–1635 och ingår sedan 2020 i Nationalmuseums samlingar i Stockholm. 
Artemisia Gentileschi föddes i Rom och gick i lära hos fadern Orazio, en av Caravaggios tidiga efterföljare. Efter ungdomsårens caravaggism utvecklades hennes stil gradvis mot elegantare kompositioner och en ljusare färgskala inspirerad av venetiansk kolorism. Hon är känd för sina skildringar av starka kvinnliga personligheter från Bibeln, helgonlegender och grekisk-romersk mytologi, till exempel Judit, Batseba, Maria Magdalena och Susanna. 
Katarina av Alexandria var en egyptisk jungfru som blev martyr för sin tro på 300-talet. Hennes individualiserade ansiktsdrag och stadiga blick vittnar om mod. Attribut är boken och palmkvisten. Den purpurröda sidenklänningen syftar på hennes kungliga börd. Ljuset, symbolen för gudomlig inspiration, får den kraftfulla figuren att framträda i skarp relief. Modellen är känd från en annan målning av Gentileschi: Susanna och gubbarna som ingår i den kungliga samlingen i Storbritannien.
Gentileschi avbildade heliga Katarina flera gånger. En version daterad cirka 1614–1615, också benämnd Den heliga Katarina av Alexandria, är i privat ägo och tills vidare utställd på Nasjonalmuseet i Oslo. Hon målade även Katarina med sig själv som modell (Självporträtt som den heliga Katarina av Alexandria från cirka 1615–1617).

## Relaterade målningar

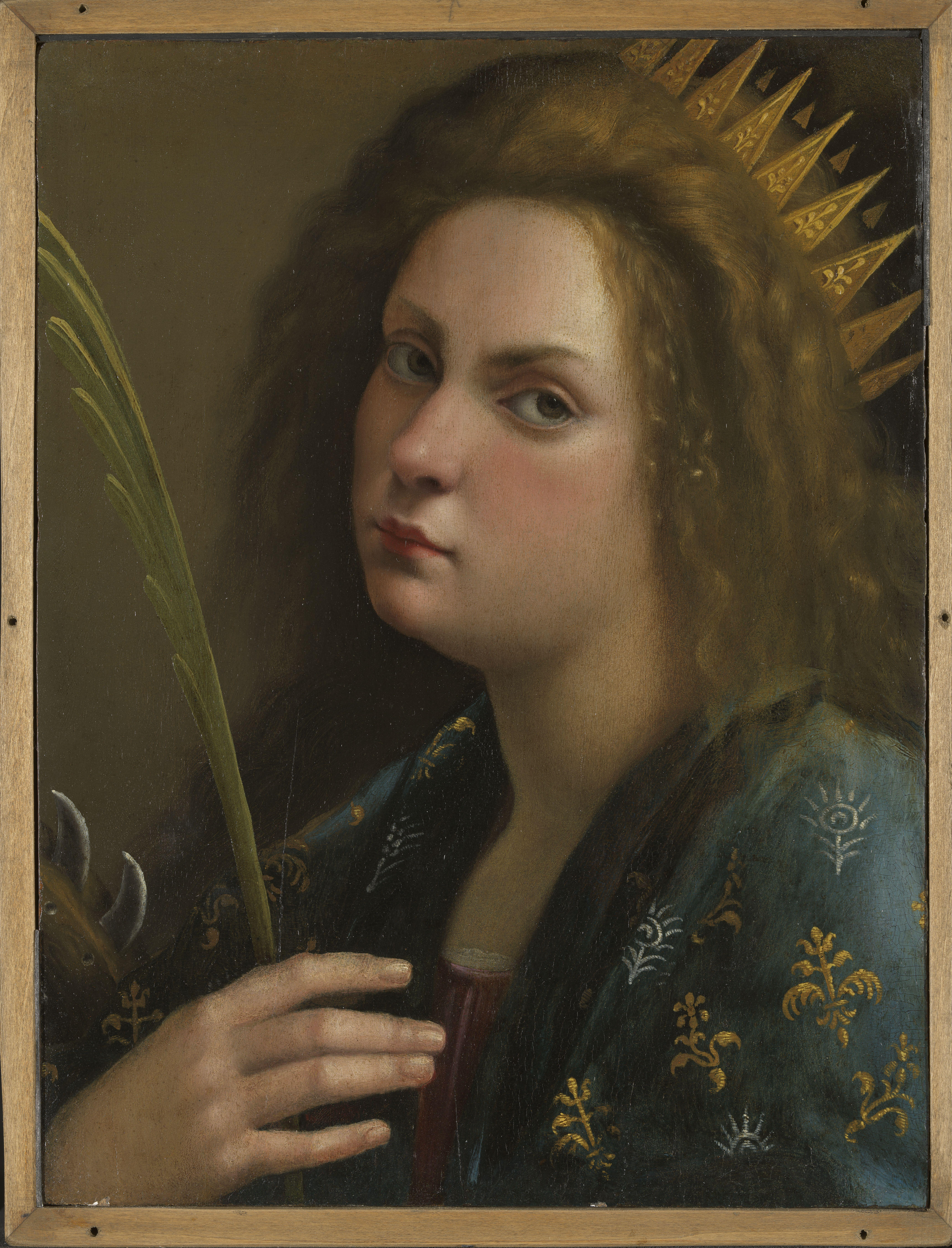
Version från cirka 1614–1615 i privat ägo och utställd på Nasjonalmuseet.
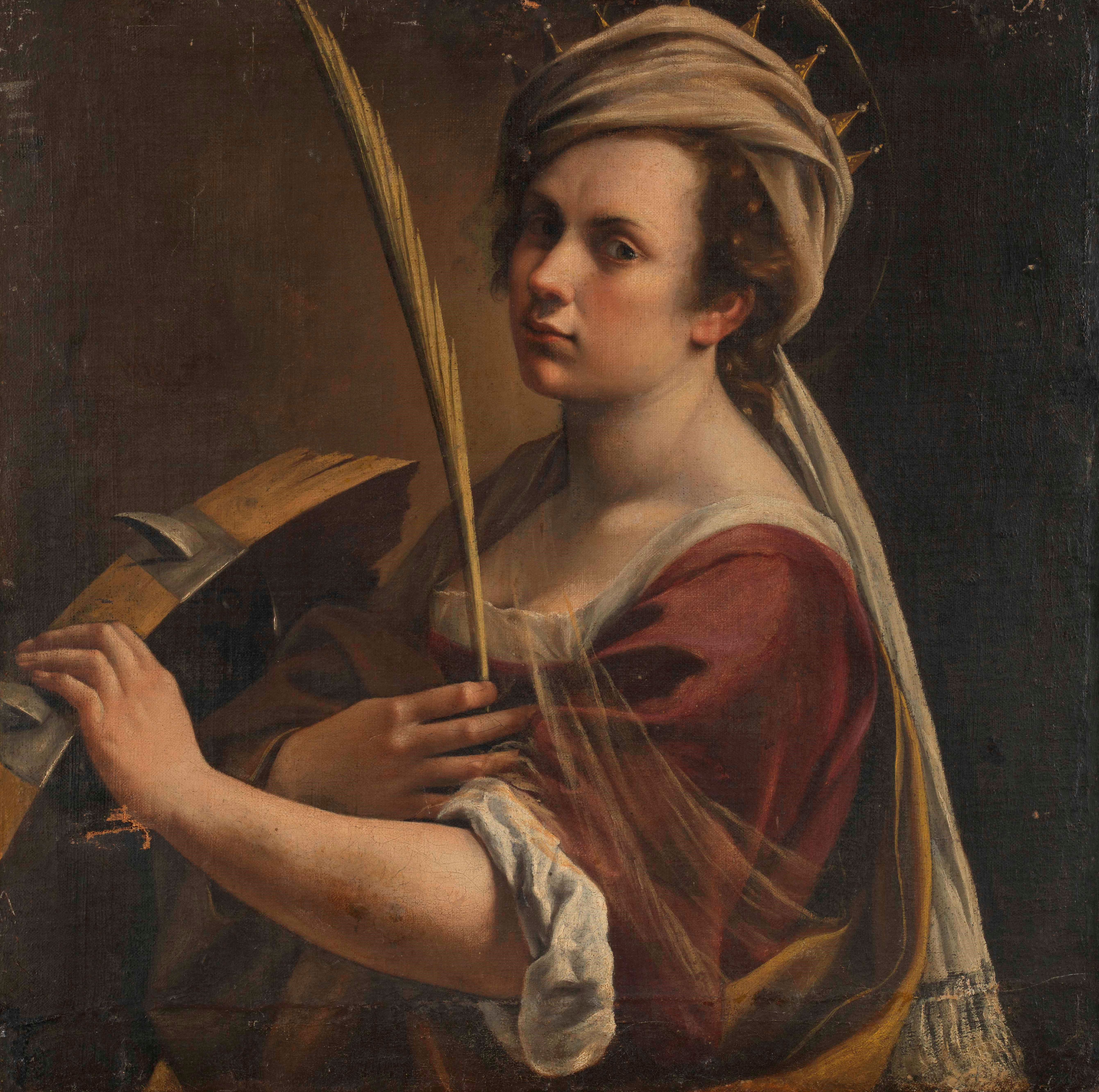
Självporträtt som den heliga Katarina av Alexandria (cirka 1615–1617), National Gallery.
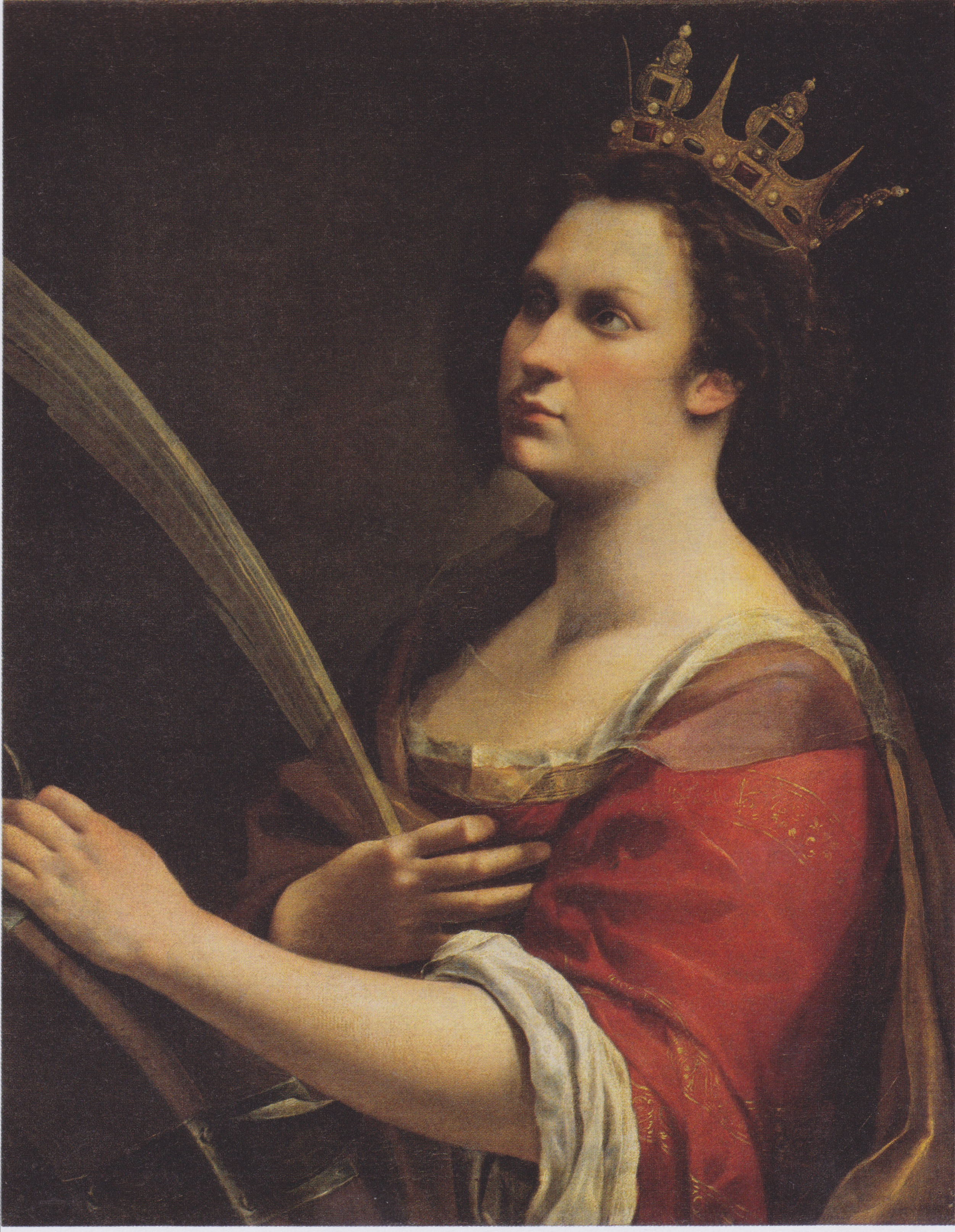
Den heliga Katarina av Alexandria (cirka 1615–1617), Uffizierna.